# The Crucible of Man (Something Wicked Part 2)
The Crucible of Man (Something Wicked Part 2) deveti je studijski album američkog heavy metal sastava Iced Earth. Album je 5. rujna 2008. godine u Njemačkoj, Austriji i Švicarskoj, tri dana kasnije u ostatku Europe te četiri dana nakom toga u SAD-u i Kanadi objavila diskografska kuća Steamhammer.

## O albumu
Ovo je prvi album grupe od albuma Horror Show iz 2001. godine na kojem se pojavljuje pjevač Matt Barlow. The Crucible of Man drugi je konceptualni album od dva utemeljen na sagi Something Wicked Saga gitarista Jona Schaffera. Ovo je ujedno i treći album uopće na kojemu se pojavljuje ova tematika. 
Izvorno nazvan Revelation Abomination: Something Wicked Part 2, velik dio albuma bio je skladan i snimljen u isto vrijeme kad i prethodni album grupe, Framing Armageddon. Crucible je izvorno trebao biti objavljen početkom 2008. godine, no Matt Barlow ponovno se pridružio Iced Earthu krajem 2007. godine te je radi toga rad na albumu bio odgođen zbog Barlowovih obaveza u skupini Pyramaze.
Ovo je posljednji album sastava na kojem su sudjelovali basist Dennis Hayes i pjevač Matt Barlow, koji je ponovno napustio grupu u kolovozu 2011.
Albumu je prethodio singl "I Walk Among You", na kojem se nalazila jedna pjesma s ovog albuma, "I Walk Alone".

## Popis pjesama
| 1.    | »In Sacred Flames«          | Jon Schaffer | Schaffer             | 1:29 |
| 2.    | »Behold the Wicked Child«   | Schaffer     | Schaffer             | 5:38 |
| 3.    | »Minions of the Watch«      | Matt Barlow  | Schaffer             | 2:06 |
| 4.    | »The Revealing«             | Schaffer     | Schaffer             | 2:40 |
| 5.    | »A Gift or a Curse?«        | Schaffer     | Jim Morris, Schaffer | 5:34 |
| 6.    | »Crown of the Fallen«       | Schaffer     | Schaffer             | 2:48 |
| 7.    | »The Dimension Gauntlet«    | Schaffer     | Schaffer             | 3:12 |
| 8.    | »I Walk Alone«              | Schaffer     | Tim Mills, Schaffer  | 4:00 |
| 9.    | »Harbinger of Fate«         | Schaffer     | Schaffer             | 4:43 |
| 10.   | »Crucify the King«          | Barlow       | Schaffer             | 5:36 |
| 11.   | »Sacrificial Kingdoms«      | Barlow       | Schaffer             | 3:58 |
| 12.   | »Something Wicked (Part 3)« | Barlow       | Schaffer             | 4:31 |
| 13.   | »Divide Devour«             | Schaffer     | Schaffer             | 3:15 |
| 14.   | »Come What May«             | Schaffer     | Schaffer             | 7:24 |
| 15.   | »Epilogue« (instrumental)   |              | Schaffer             | 2:21 |
| 59:15 |                             |              |                      |      |

## Osoblje
| Iced Earth - Jon Schaffer — vokali (na pjesmi 5), gitara, bas-gitara, klavijature, prateći vokali, produkcija - Matt Barlow — vokali - Brent Smedley — bubnjevi Ostalo osoblje - Nathan Perry — naslovnica - Felipe Machado Franco — naslovnica - David Newman Stump — naslovnica | Dodatni glazbenici - Troy Seele — solo gitara (na pjesmama 5, 6 i 9) - Dennis Hayes — bas-gitara (na pjesmama 3, 5, 6, 10 i 12) - Jim Morris — gitara (na pjesmi 5), prateći vokali, produkcija - Steve Rogowski — violončelo (na pjesmi 15) - Howard Helm — prateći vokali - Todd Plant — prateći vokali - Jason Blackerby — prateći vokali - Corinne Bach — prateći vokali - Tom Morris — prateći vokali - Kathy Helm — prateći vokali - Jeff Brant — prateći vokali - Debra Brant — prateći vokali |